# Santa Bibiana
Bibiana, detta anche Viviana o Vibiana (Roma, 347-352 – Roma, 362-363), secondo la tradizione, è stata una giovane cristiana romana che subì il martirio sotto Flavio Claudio Giuliano.

## La leggenda
La storia legata alla santa è avvolta nella leggenda ed è menzionata per la prima volta nel Liber Pontificalis. Nel capitolo dedicato alla biografia di Papa Simplicio (468-483), si racconta che il pontefice « [...] consacrò una basilica dedicata alla santa martire Bibiana, che contiene il suo corpo, nelle vicinanze del Palatium Lucianum» (scil.: Licinianum, v. Horti Liciniani).
Le notizie storiche relative alla vita della santa sono in realtà assai scarne. Gli unici riferimenti alla sua storia si rintracciano nel testo della Passio Bibianae, opera di un autore del VII secolo, anche se del tutto inattendibili. Stando a questo testo, ricco di notizie praticamente infondate, come per esempio il martirio della santa a Roma sotto l'imperatore Giuliano (361-363), Bibiana era una giovane nobile, discendente da una famiglia cristiana dai tempi di Costantino (306-337).
Bibiana sarebbe nata a Roma nel 347-352 da Flaviano, un cavaliere romano e prefetto di Roma sotto gli imperatori Costantino e Costanzo (350-361), e da Dafrosa, una discendente di una famiglia consolare. Anche in questo caso, le fonti storiche ci spingono a distinguere la realtà dalla leggenda; in effetti, l'unico prefetto di Roma che porti quel nome, Giunio Flaviano, è menzionato nell'anno 311. Il testo tramanda anche il nome di una sorella di Bibiana, una certa Demetria.
Una volta salito al trono l'imperatore Giuliano, il quale ripristinò le crudeli persecuzioni contro i cristiani, Flaviano fu costretto ad abbandonare la sua carica di prefetto, passandola nelle mani di un suo acerrimo rivale e acceso sostenitore del paganesimo, Aproniano, che fu effettivamente prefetto di Roma dal 362 al 364, nominato dall'imperatore. Sorpreso mentre seppelliva i martiri Prisco, Priscilliano e Benedetta, il padre della santa venne bollato come uno schiavo e in seguito esiliato ad Aquas Taurinas (forse l'attuale Montefiascone), dove venne martirizzato il 22 dicembre 362.
A partire da quel momento, Bibiana e Demetria si rinchiusero nella loro abitazione insieme alla madre Dafrosa, riunendosi in preghiera e nell'attesa del loro imminente martirio. Le sante non tardarono infatti a essere arrestate perché cristiane, venendo rinchiuse in carcere e condannate a morire d'inedia. La sentenza si rivelò fallimentare, cosicché il prefetto decise di infliggere loro una morte cruenta: Dafrosa venne decapitata il 6 gennaio 363, mentre Demetria, rinchiusa nuovamente in carcere e minacciata di severe punizioni, professò la sua fede e spirò, in preda a una forte ansia.
Aproniano pensò invece di risparmiare la sola Bibiana, facendola affiancare da una turpe mezzana di nome Rufina, esperta di intrighi amorosi e di seduzioni del piacere. Nemmeno il pensiero di una vita mondana ebbe effetto sulla giovanissima santa, la quale, fedele alle sue virtù, proclamò nuovamente la sua fede. Il prefetto, offeso dalla scelta di Bibiana, decise allora di destinarla al martirio come i suoi parenti: legata a una colonna e flagellata senza pietà con le «piombate», ovvero con fasci di verghe e pallini di piombo, la santa spirò quattro giorni dopo, secondo la tradizione, a quindici anni.
Il corpo della santa, sempre secondo la leggenda, venne, su ordine dello stesso Aproniano, esposto ai cani randagi, i quali lo lasciarono perfettamente illeso. Le spoglie vennero dunque raccolte dal presbitero Giovanni, che le collocò nel palazzo del padre, allora affidato a Olimpia (od Olimpina), una matrona romana, parente di Flaviano.

## Proverbi

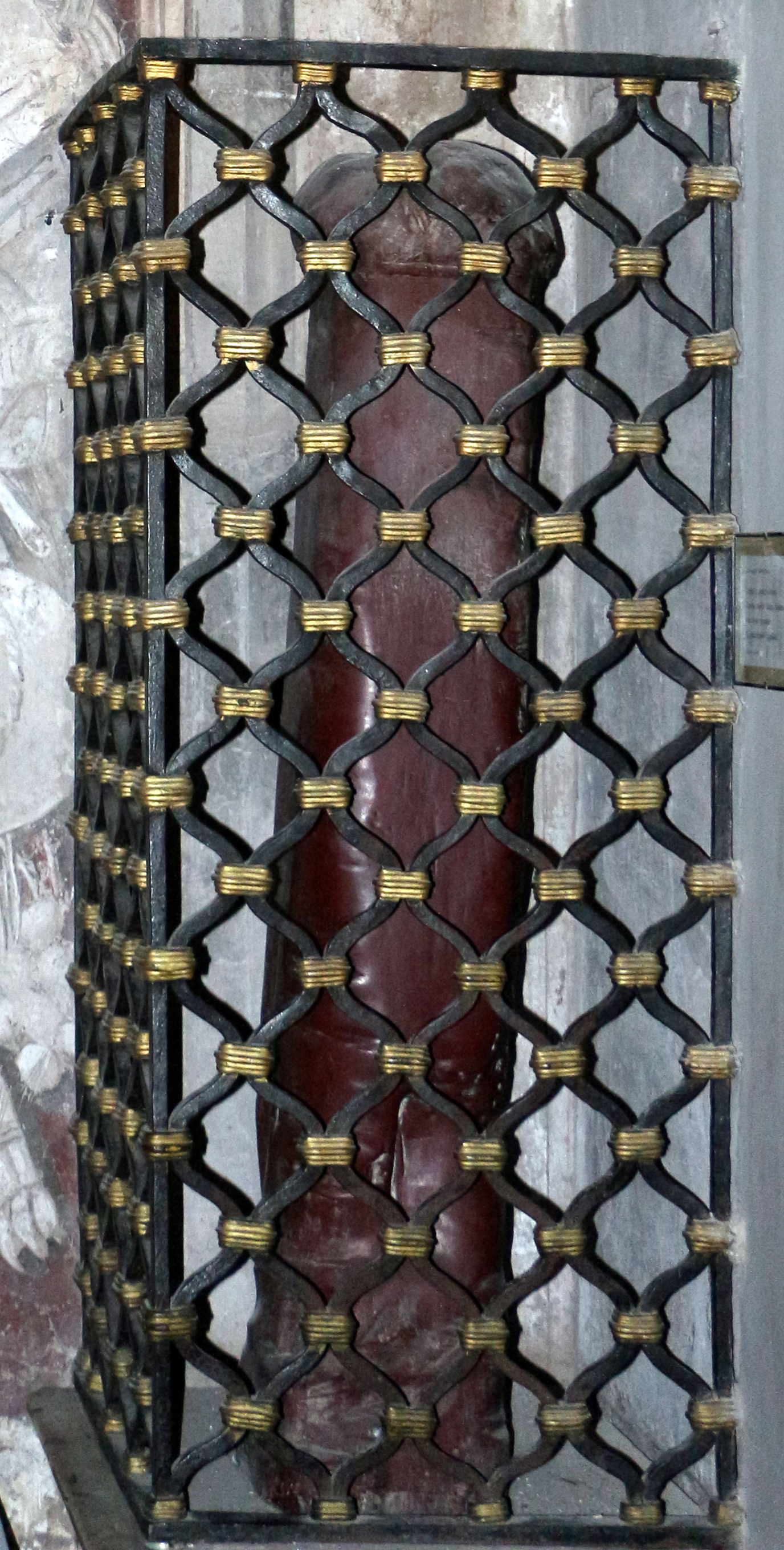
La colonna del martirio di santa Bibiana, nell'omonima basilica

Il giorno di santa Bibiana (2 dicembre) è oggetto di un proverbio "meteorologico":
- Santa Bibian-a, quaranta dì e na sman-a (Piemonte)
- Da santa Bibiana quaranta di e na setimana (Veneto centrale)
- Santa Bibiana, quaranta dé é ‘na st’màna (Emilia, con lievi variazioni vocaliche fra una provincia e l'altra)
- Suj'è e sol e dè ad Santa Bibiena e sol uj stà quarenta dè e una sman-a (Forlì)
- Si ppiove er giorno de Santa Bbibbiana, / piove [...] / quaranta ggiorni e ppoi ’na sittimana.[4]
- Quann' le vo fà? N'Zanta Bbibbiana? (Quando vuoi fare questa cosa? Nel giorno di Santa Bibiana?) (Marsica, Abruzzo)
- C chiov all dì d Sanda B'bbjn, va chiov quaranda dì e na stt'mn (Rutigliano, Puglia)
- Ci chiovi ti Santa Bibbiana chiovi nu giurnu, nu mesi e na sittimana (Salento) ([se piove a] Santa Bibiana, [lo farà per] un giorno, un mese e una settimana)
- Si chiovi a Santa Bibiana chiovi pi un jornu un misi e na simana (Reggio Calabria-Calabria)
- Santa Bibiana, quaranta jorna e na simana (Sicilia)